# Amoebozoa
Amoebozoa is een groep van eencellige eukaryoten, binnen de supergroep van de Unikonta (Amorphea). De Amoebozoa bestaat uit ongeveer 2.400 amoeboïde protisten waarvan de meeste soorten zich voortbewegen met behulp van vingervormige pseudopodia. De meeste soorten zijn grote, flexibele cellen die zich voeden met kleine organische deeltjes door middel van fagotrofie: de cel stulpt zich om de prooi, die vervolgens wordt verteerd.
Amoebozoa worden vaak geclassificeerd als een fylum binnen het rijk Protista, of binnen het rijk Protozoa. In het classificatiesysteem van de International Society of Protistologists wordt Amoebozoa binnen de Eukaryota geplaatst als een rangloze supergroep. Moleculaire analyses hebben uitgewezen dat Amoebozoa waarschijnlijk monofyletisch is. Meestal wordt het als zustergroep beschouwd van Opisthokonta, een andere belangrijke clade waartoe de schimmels en dieren behoren, evenals zo'n 300 soorten eencellige protisten.

## Diversiteit
De meest bekende vertegenwoordigers van Amoebozoa zijn amoeboïde organismen, zoals Chaos, Entamoeba, Pelomyxa en uiteraard het geslacht Amoeba. Sommige soorten bezitten een omhulsel, anderen zijn naakt en hebben flagella. Vrijlevende soorten komen veel voor in zout en zoet water, maar ook in de bodem, mos en bladafval. Sommige amoebozoën leven als parasiet of symbiont met andere organismen, en van enkele soorten is bekend dat ze ziektes veroorzaken bij mensen en andere dieren.
Veruit de meeste Amoebozoa zijn eencellig, maar de groep omvat ook verschillende groepen slijmzwammen, die een macroscopisch, meercellig levensstadium hebben. Slijmzwammen bestaan uit veel individuele amoeboïde cellen die na meervoudige celdeling een macroscopisch plasmodium vormen. Ook kunnen cellen simpelweg aggregeren tot een plasmodium.
Amoebozoa variëren sterk in grootte. Sommige hebben een diameter van slechts 10-20 μm, andere groeien door tot macroscopische afmetingen. De soort Amoeba proteus, die wel 800 μm lang kan worden, wordt vaak in het onderwijs bestudeerd als een exemplarisch eencellig organisme, mede vanwege zijn handige formaat. Meerkernige amoeben zoals Chaos en Pelomyxa zijn vaak maar enkele millimeters lang zijn, en sommige meercellige amoebozoën, zoals heksenboter (Fuligo septica), kunnen een oppervlakte van enkele vierkante meters beslaan.

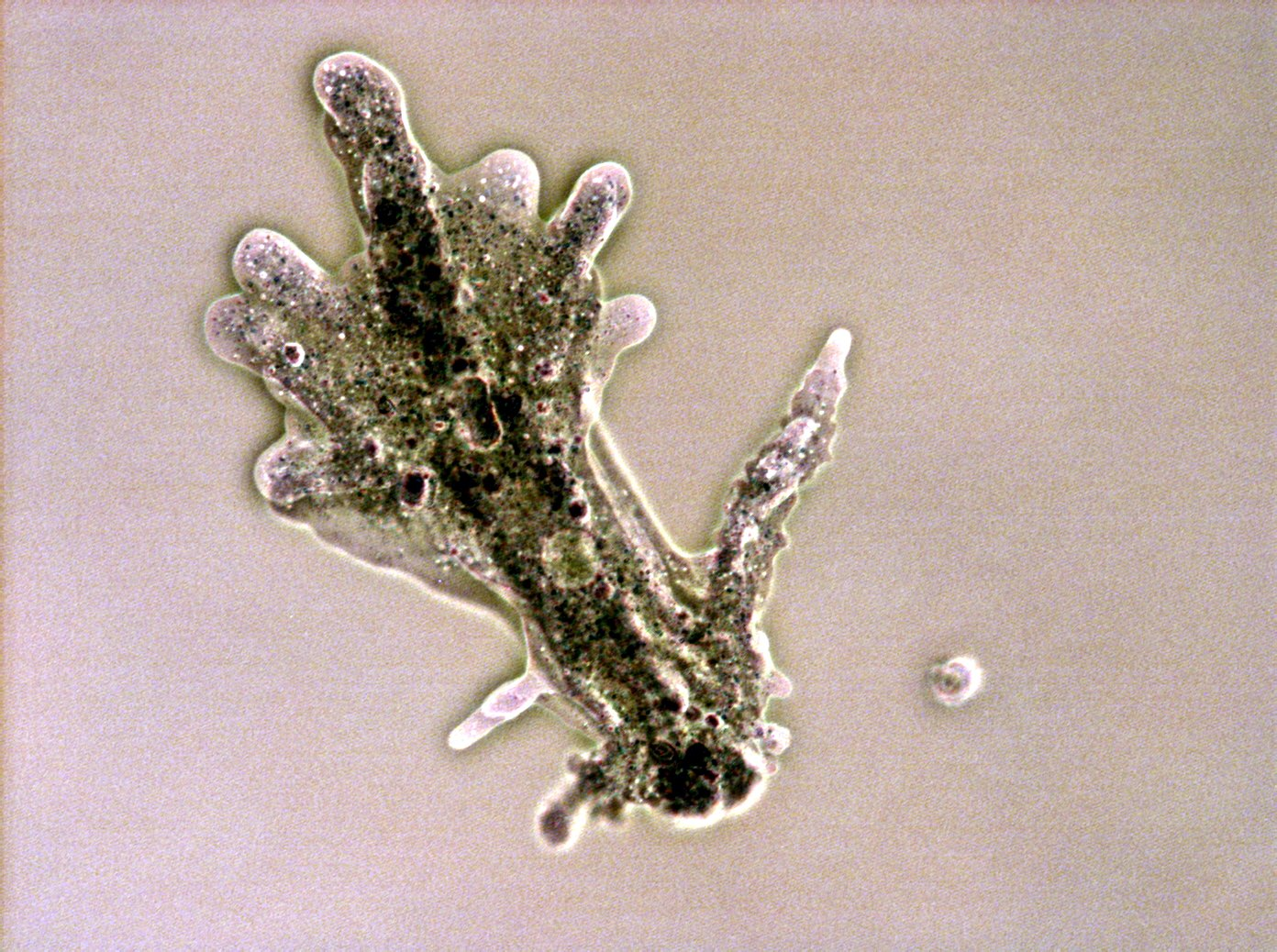
Amoeba proteus (Lobosa: Tubulinea)
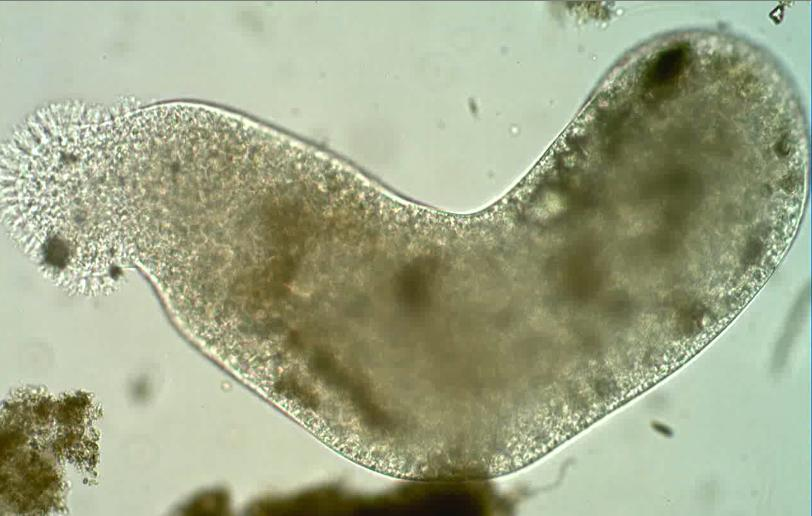
Pelomyxa palustris (Conosa: Archamoebae)
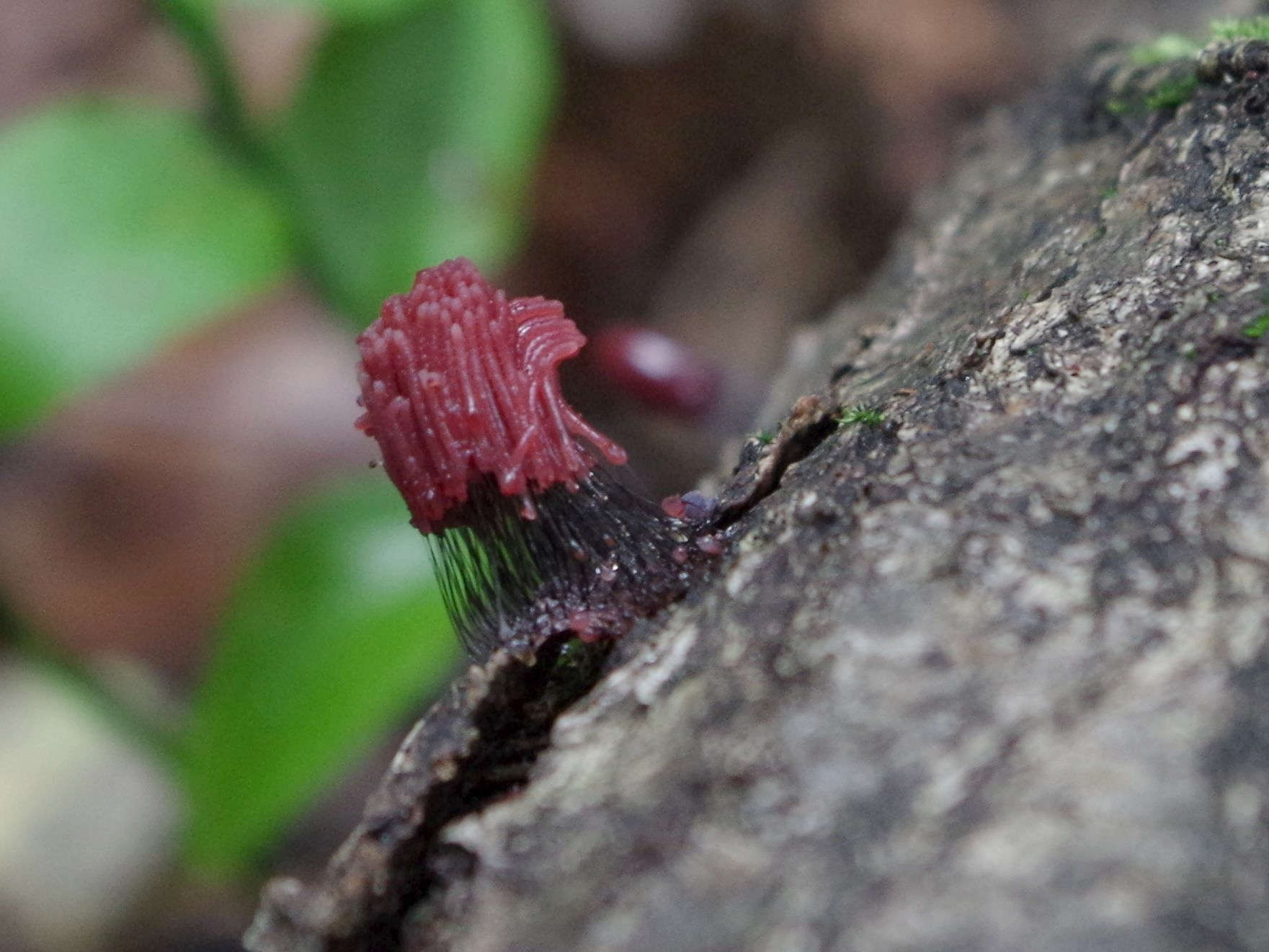
Stemonitis sp. (Conosa: Myxogastria)
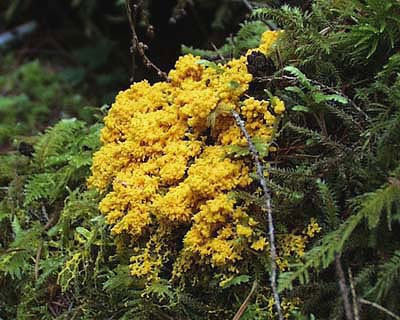
Fuligo sp. (Mycetozoa)

## Kenmerken
Amoebozoa zijn meestal eencellige organismen, die kenmerkend een amoeboïde vorm hebben. Ze bewegen zich met behulp van zogenaamde pseudopodia of schijnvoetjes, bij Amoebozoa 'lobopolobopodia' genoemd, voort. Bij de meeste Amoebozoa ligt de cel naakt, behalve bij de Thecamoebida, waarbij de cel een omhulsel (theca) heeft. De cristae van de mitochondriën zijn meestal microtubuli, die in sommige taxa gereduceerd zijn. Sommige soorten kunnen meer dan één celkern hebben. Daarnaast zijn cysten, zoals celinsluitsels als parasomen of trichocysten niet zeldzaam. Amoebozoa kunnen in een bepaald ontwikkelingsstadium een enkel flagel hebben en worden daarom wel ingedeeld bij de Unikonta.
De Entamoeba histolytica kan de voor mensen gevaarlijke amoebedysenterie veroorzaken.
Binnen de slijmzwammen kunnen vele eencellige organismen zich ophopen, zodat de kolonie op een (meercellige) schimmel lijkt.

## Indeling
Binnen de Amoebozoa worden acht groepen zonder taxonomische rang onderscheiden:
- Rijk Amoebozoa
  - Tubulinea
  - Flabellinea
  - Stereomyxida
  - Pelomyxa
  - Entamoebida
  - Acanthamoebidae
  - Mastigamoebidae
  - Eumycetozoa (slijmzwammen)
  -  Spongomonadida, een incertae sedis binnen de Amoebozoa

Deze indeling wordt echter niet algemeen overgenomen. Een alternatieve, wat eenvoudigere indeling is als volgt:
- Supergroep Unikonta
  - Opisthokonta: Fungi (Schimmels) en Animalia (Dieren)
  -  Rijk Amoebozoa
    - Stam Apusozoa
    - 
      - Stam Conosa
        - Archamoebae
        -  Mycetozoa (Slijmzwammen)

      -  Stam Protamoeba
        - Discosea
        - 
          - Lobosea
          -  Variosea